# مورادا (داغستان)
مورادا (به لاتین: Murada) یک منطقهٔ مسکونی در روسیه است که در داغستان واقع شده‌است.